# Partido Comunista Revolucionário
O Partido Comunista Revolucionário (PCR) é uma organização política brasileira de esquerda. Seu símbolo é a foice e martelo amarelos com a estrela amarela acima e à esquerda, que simboliza a aliança operário-camponesa, sobre um retângulo vermelho onde está escrito a sigla "PCR". Publica o jornal A Verdade. É membro da Conferência Internacional de Partidos e Organizações Marxistas-Leninistas (CIPOML).

## História

### Fundação
Foi fundado em maio de 1966, em Recife a partir de uma ruptura do PCdoB. Reivindicando a trajetória política de Josef Stálin o partido surge por considerar que a liderança do PCdoB maoista como inflexível e revisionista.  A cisão do PCR com o PCdoB foi marcada pela "Carta de 12 Pontos", um manifesto escrito por Manoel Lisboa, que viria a se tornar um dos principais dirigentes do novo partido.
O PCR, assim como o PCdoB, propunha para o Brasil uma revolução armada nos moldes da guerra popular prolongada descrita por Mao Tsé-Tung. Propunham também que a luta armada no Brasil teria mais chances de obter sucesso na região nordeste, onde acreditavam serem mais acentuados os antagonismos entre camponeses e latifundiários.
Ao longo da Ditadura militar brasileira (1964–1985), a maior parte dos militantes do PCR foi perseguida e morta. Os seus sobreviventes, então, se uniram ao MR-8, outra organização comunista que permaneceu 30 anos dentro do MDB. A partir de 1995, esses militantes rompem com o MR-8 e com MDB, e o PCR volta a se organizar independentemente, lançando seus candidatos eleitorais pelo PDT e pelo PSOL.

### Após o rompimento com o MR-8
Durante os governos de Lula e Dilma, o PCR construiu (junto com PSOL, PSTU, Polo Comunista Luiz Carlos Prestes e PCB) uma oposição de esquerda. O partido posicionou-se contra o governo de Temer, que avaliou como ilegítimo. No movimento estudantil, organiza-se por meio de sua ala jovem, a União da Juventude Rebelião (UJR).  Este coletivo impulsiona o Movimento Correnteza e o Rebele-se, que compõem a Oposição de Esquerda da União Nacional dos Estudantes e da União Brasileira dos Estudantes Secundaristas respectivamente, junto com coletivos referenciados no PSOL.
No movimento sindical, o PCR atua na corrente Movimento Luta de Classes (MLC). O PCR é um dos poucos partidos brasileiros de esquerda radical que optaram por atuar dentro da Central Única dos Trabalhadores, hegemonizada pelo PT. Na luta pelo direito à moradia, o partido atua dentro do Movimento de Luta nos Bairros, Vilas e Favelas (MLB).
Apesar de fazer oposição ao governo federal, nas eleições presidenciais de 2010, o PCR chamou voto em Dilma Rousseff já no primeiro turno, classificando seu oponente, José Serra, como pertencente à extrema-direita. Quatro anos depois, nas eleições de 2014 o PCR apoiou Luciana Genro (PSOL) no primeiro turno e Dilma Rousseff (PT) no segundo, apesar de manter divergências ideológicas e políticas com ambos partidos.
O PCR mantém uma "relação fraternal" com o partido de esquerda Unidade Popular (UP); a UP conta com o envolvimento de militantes do MLB e também do próprio PCR.

## Ideologia
O PCR considera tanto o Partido Comunista da União Soviética khruschevista quanto o Partido Comunista da China maoista durante a guerra fria como partidos revisionistas. Isso o aproxima da posição do Partido do Trabalho da Albânia de Enver Hoxha durante a Ruptura sino-albanesa. A linha política do PCR é abertamente influenciada por Hoxha, e o periódico do partido, A Verdade, republicou matérias favoráveis ou de autoria do líder albanês em diversas ocasiões. Por isso e por sua participação na CIPOML, diversas organizações comunistas consideram o partido hoxhaista, ainda que o PCR não se declare oficialmente como tal.